# Hyloxalus fuliginosus
Hyloxalus fuliginosus är en groddjursart som beskrevs av Jiménez de la Espada 1870. Hyloxalus fuliginosus ingår i släktet Hyloxalus och familjen pilgiftsgrodor. IUCN kategoriserar arten globalt som otillräckligt studerad. Inga underarter finns listade i Catalogue of Life.